# Torre Rogier
La Torre Rogier è un grattacielo situato nel quartiere degli affari di Saint-Josse-ten-Noode, a Bruxelles, in Belgio.

## Caratteristiche

### Storia
In precedenza era conosciuta come Torre Dexia a causa del suo principale inquilino al tempo: la banca Dexia. Quella banca cadde però vittima della crisi finanziaria globale del periodo 2007-2012 e il nome della torre fu cambiato il 1º marzo 2012. Mentre Dexia trasferiva i suoi uffici a Ixelles, Belfius e le sue filiali divennero gli unici occupanti di questa torre, spesso chiamata anche Torre Belfius. È il quarto edificio più alto del Belgio. 
È costruito sul sito del Centro internazionale Rogier, noto anche come anche Centro Martini o Torre Martini, precedentemente l'edificio più alto del Belgio, ma demolito nel 2001. Costruito tra il 2002 e il 2006, la Torre Rogier è alta 137 metri. Inizialmente era previsto che fossero 179 metri, ma la proposta è stata respinta perché l'altezza era ritenuta eccessiva. La Torre Rogier è anche una delle poche torri di Bruxelles il cui tetto non è orizzontale, essendo invece costituito da tre sezioni inclinate. È anche una delle uniche torri al mondo ad avere un tetto interamente in vetro.

### Illuminazione

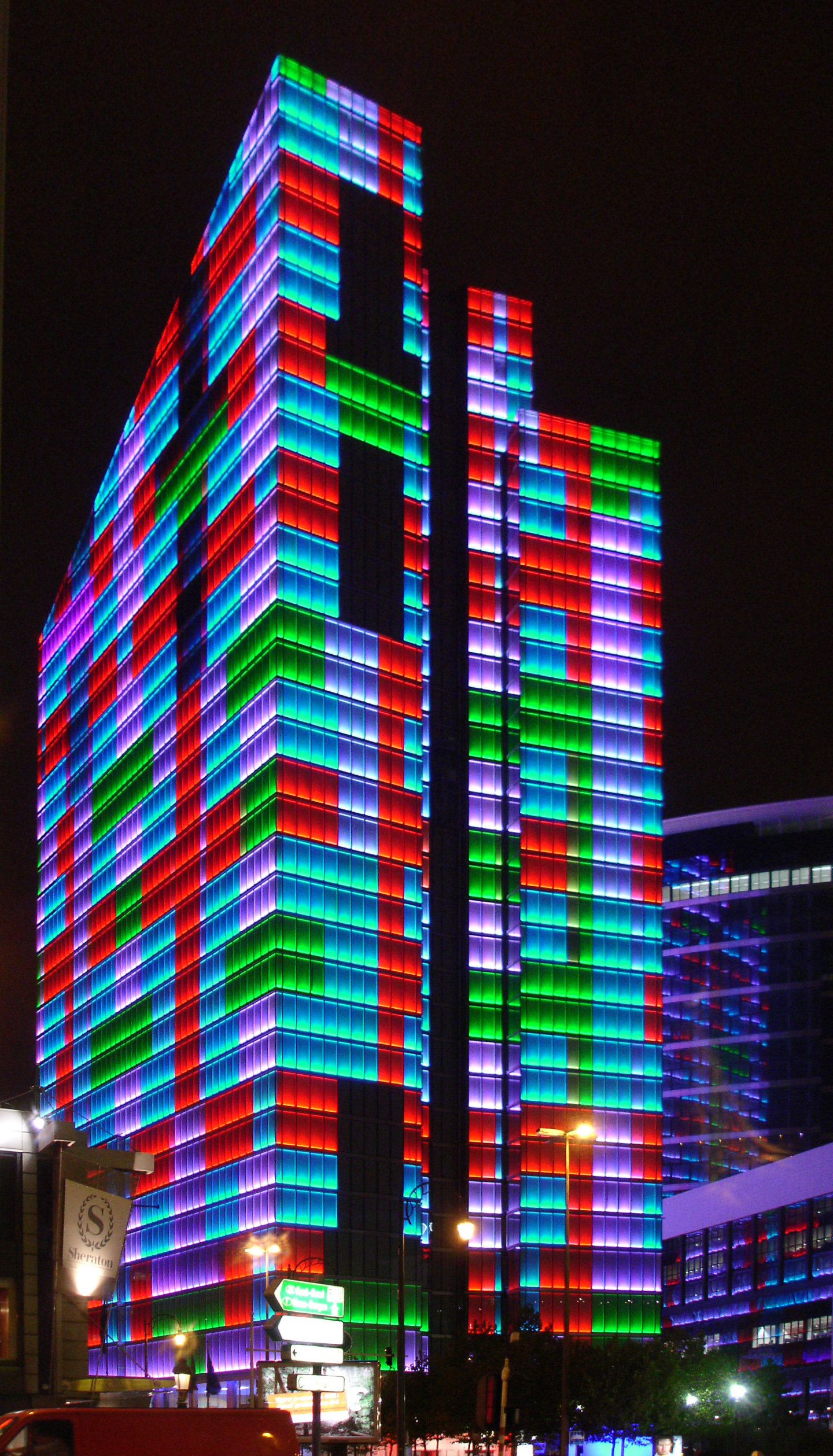
La Torre Rogier da sud durante uno spettacolo di luci

L'edificio ha 6000 finestre e 4200 di queste sono dotate di una media di 12 lampadine, ognuna con un LED rosso, verde e blu, che consente di formare un'ampia gamma di colori. Questi sono illuminati per formare schermi colorati, con ogni finestra che funge da pixel.
Dopo la recessione della fine degli anni 2000, l'illuminazione è stata notevolmente ridotta e gli schermi sono rimasti accesi per soli 10 minuti all'ora. A partire dal 2015, Belfius ha riattivato l'illuminazione, in particolare per occasioni speciali come eventi di Special Olympics, i giochi olimpici, o la festa nazionale belga il 21 luglio.